# Jan Käter

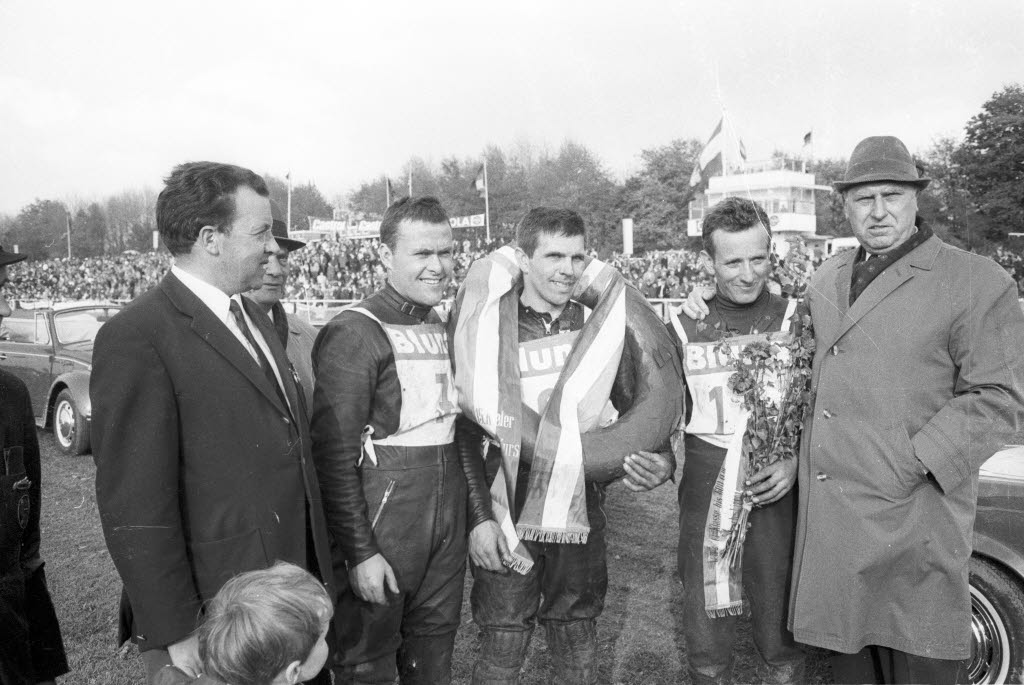
Jan Käter (3.v.r.) bei der Siegerehrung zum 15. Nordmark-Kurs auf dem Kieler Nordmarksportfeld (1968)

Jan Käter (* 24. November 1937 in Werlte) ist ein deutscher Motorrad-Bahnrennfahrer, der sowohl Speedwayrennen, als auch Langbahnrennen auf Grasbahnen und Sandbahnen gefahren ist.
Käter begann seine Karriere 1958 und war bis 1985 aktiver Bahnrennfahrer. In den Jahren 1968, 1969 und 1970 stand er im Finale zur Sandbahn-Europameisterschaft und auch für die 1971 neu eingeführte Langbahn-Weltmeisterschaft qualifizierte sich Käter 1971, 1972, 1973 und 1977, wobei ein 4. Platz beim ersten WM-Finale in Oslo sein wohl größter Erfolg war.
Auch 1974 hatte sich Jan Käter für das Langbahn-WM Finale in Scheeßel qualifiziert, verletzte sich jedoch vier Wochen davor beim Grasbahnrennen in Schwarme und konnte am WM-Finale nicht mehr teilnehmen, so dass der damalige Reservefahrer Egon Müller ins Hauptfeld nachrückte und schließlich Langbahn-Weltmeister 1974 wurde.
Auf der kürzeren Speedwaybahn startete Jan Käter für den MSC Cloppenburg in der Speedway-Bundesliga, war einige Jahre Mitglied in der deutschen Speedway-Nationalmannschaft und nahm auch an den Qualifikationen zur Speedway-Einzelweltmeisterschaft teil.

## Erfolge
- Sandbahn-EM-Finalist: 1968, 1969, 1970
- Langbahn-WM-Finalist: 1971, 1972, 1973, 1977
- Bestes Ergebnis: 4. Platz Langbahn-WM Finale 1971 Oslo

## Persönliches
Jan Käter lebt nach wie vor in Cloppenburg, ist bis heute Mitglied im MSC Cloppenburg und war nach seiner Rennfahrer-Karriere als Motorentuner in der Motorrad-Bahnsportszene aktiv, tunte aber auch Rennkarts. Käter galt als Regenspezialist im Bahnsport: wenn die Bahn schon nass und schlammig war, dann drehte Jan Käter richtig auf, hieß es einige Male unter den Bahnsport-Fans.